# Нове Лепкі
Нове Лепкі (пол. Nowe Łepki) — село в Польщі, у гміні Ольшанка Лосицького повіту Мазовецького воєводства. Населення — 127 осіб (2011).

## Історія
За даними етнографічної експедиції 1869—1870 років під керівництвом Павла Чубинського, у селі Лепки проживали лише греко-католики, які розмовляли українською мовою.
У 1975—1998 роках село належало до Білопідляського воєводства.

## Демографія
Демографічна структура станом на 31 березня 2011 року:
|          | Загалом | Допрацездатний вік | Працездатний вік | Постпрацездатний вік |
| -------- | ------- | ------------------ | ---------------- | -------------------- |
| Чоловіки | 63      | 11                 | 45               | 7                    |
| Жінки    | 64      | 16                 | 34               | 14                   |
| Разом    | 127     | 27                 | 79               | 21                   |